# Stephen V. White

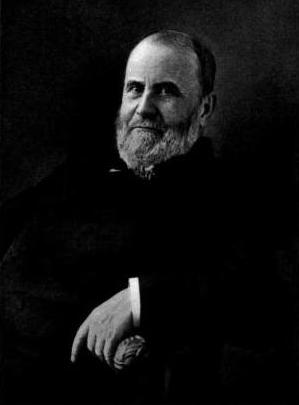
Stephen V. White (1903)

Stephen Van Culen White (* 1. August 1831 im Chatham County, North Carolina; † 18. Januar 1913 in Brooklyn, New York) war ein US-amerikanischer Jurist und Politiker. Zwischen 1887 und 1889 vertrat er den Bundesstaat New York im US-Repräsentantenhaus.

## Werdegang
Stephen Van Culen White wurde wenige Wochen vor dem Sklavenaufstand unter der Führung von Nat Turner geboren. Seine Familie zog nach Illinois und ließ sich nahe Otterville im Jersey County nieder. Er besuchte dort die Free School, welche Dr. Silas Hamilton gründete, und graduierte 1854 am Knox College in Galesburg. Danach arbeitete er in einem Handelshaus in St. Louis (Missouri). White studierte Jura und begann nach dem Erhalt seiner Zulassung als Anwalt am 4. November 1856 zu praktizieren. Er zog im selben Jahr nach Des Moines (Iowa), wo er bis zum 1. Januar 1865 als Anwalt tätig war. Während dieser Zeit war er 1864 kommissarischer Bundesstaatsanwalt für Iowa. Im folgenden Jahr zog er nach New York City, wo er Bankgeschäften nachging. Er war Mitglied der New York Stock Exchange. Nachdem er als Astronom die American Astronomical Society zu gründen half, wurde er 1883 zu ihren ersten Präsidenten gewählt.
Politisch gehörte er der Republikanischen Partei an. Bei den Kongresswahlen des Jahres 1886 wurde er im dritten Wahlbezirk von New York in das US-Repräsentantenhaus in Washington, D.C. gewählt, wo er am 4. März 1887 die Nachfolge von Darwin R. James antrat. Da er auf eine erneute Kandidatur im Jahr 1888 verzichtete, schied er nach dem 3. März 1889 aus dem Kongress aus. Danach nahm er seine Tätigkeit als Anwalt wieder auf. Er verstarb am 18. Januar 1913 in Brooklyn und wurde auf dem Green-Wood Cemetery beigesetzt.